# Fiat 24-40 HP
Fiat 24-40 HP a fost un autoturism produs de Fiat între anii 1906 și 1907.

## Contextul istoric
Anul 1906 a fost un an de mare expansiune pentru Fiat, care a achiziționat atelierele Ansaldi, ceea ce a dus la creșterea numărului de angajați la 2500. Peste două treimi din producție erau exportate, iar Fiat și-a câștigat o bază de clienți și pe piața americană. În acest context, Fiat a dezvoltat 24-40 HP, un model bazat pe tehnologii deja testate, evitând riscurile inovațiilor majore.

## Caracteristicile Tehnice
Fiat 24-40 HP reprezenta o evoluție a modelului anterior 24-32 HP, păstrând același șasiu și mecanică, inclusiv motorul în patru cilindri bibloc de 7.363 cm³ din seria a treia a predecesorului său.
Principalele noutăți constau în ușurarea generală a structurilor, creșterea puterii, adoptarea supapelor de decompresie cu acționare manuală pentru a facilita pornirea motorului și implementarea unui sistem complex de răcire cu apă a frânelor, pentru a atenua problemele de supraîncălzire ale modelului anterior.
Cei 40 CP pe care motorul îi dezvoltă la 1200 de rotații pe minut permitea mașinii să atingă o viteză maximă de 85 km/h.
Șasiul modelului 24-40 HP a fost fabricat în 557 de exemplare la fabrica din Corso Dante, Torino. Mașina era disponibilă cu trei opțiuni de ampatament și putea fi echipată cu diverse caroserii realizate de marii carosieri ai vremii, precum Locati & Torretta și Alessio din Torino sau Castagna și Sala din Milano.
Fiat a creat și o versiune „Corsa” destinată competițiilor, caracterizată printr-un ampatament scurt și o suprastructură esențială, cu care, în 1906, Émile Mathis a câștigat Targa d'Oro a Cupei Herkomer, iar Vincenzo Lancia a cucerit Cupa de Aur de la Milano.